# NGC 230

NGC 230

NGC 230 هي مجرة تتبع كوكبة قيطس. اكتشفها فرانسيس بريسيرفد ليفنوورث في 1886.

## روابط خارجية
- NGC 230 على موقع ويكي سكاي: DSS2, SDSS, GALEX, IRAS, Hydrogen α, X-Ray, Astrophoto, Sky Map, Articles and images